# قطعنامه ۱۰۹۴ شورای امنیت
قطعنامه ۱۰۹۴ شورای امنیت سازمان ملل متحد که در تاریخ ۲۰ ژانویه ۱۹۹۷ تصویب شد، سندی بین‌المللی دربارهٔ آمریکای مرکزی: تلاش برای برقرای صلح است. این قطعنامه طی نشست ۳۷۳۲ام با ۱۵ رای موافق، ۰ مخالف و ۰ ممتنع تصویب شد.